# 揭稽
揭稽（?—?），字孟哲，江西广昌人。

## 生平
早年師從何文淵，與何喬新兄弟不協。永乐二十二年（1424年）進士，宣德年间任行在湖广道监察御史，十年九月升庐州府知府，正統三年十二月升广西左布政使，正统十三年三月九載满考，调任广东左布政使，十四年（1449年）三月，福建海贼陈万宁攻潮州海阳县，杀伤甚众。揭稽前来潮州平乱，“凡纵民从贼官员具执问如律，备倭官责死状令捕贼赎罪，仍谕沿海军民有能计获陈万宁者照军功例升赏。”。景泰二年八月升户部左侍郎，代刘琏四川运粮，次月调任兵部，仍巡抚广东，支从二品俸。三年十二月改巡抚广西，未任，大学士陈循上言，令照旧巡抚广东，六年十一月因杖死平民，被下都察院监狱。
天順二年（1458），揭稽上奏，舉發何喬新等諸不法事，並逼其父自盡，喬新反控揭稽在鎮守廣東時，曾代黃𤣾撰寫易儲之疏章，被贬为太平府知府。